# La Guardia (banda)
La Guardia es una banda de música rock que se formó en la ciudad de Granada (España) en la primera mitad de los años 80.
Su carrera se divide en dos etapas: una primera desde 1983 hasta 1997 y otra desde 2003 hasta hoy. Durante toda ella han conseguido vender más de un millón y medio de copias y se considera por la crítica especializada como una de las formaciones más importantes de la historia del rock en España.

## Historia
La Guardia se formó en 1982 por Manuel España (cantante y guitarra), Juan Enrique Moreno (bajo) y Carlos Gilabert (caja de ritmos y teclados) bajo el nombre original de La Guardia del Cardenal Richelieu.
En 1983 fichan con un sello independiente de Málaga llamado La Sepulvedana y publican su primer sencillo, Las mil y una noches. Apenas se ponen en circulación unas 500 copias, que hoy día son piezas de coleccionista y que en su momento les sirvió para darse a conocer como uno de los grupos más jóvenes y prometedores del panorama nacional (los padres de Manuel tuvieron que firmar por ellos, ya que apenas rozaban los 15 años).
Dos años más tarde, deciden acortar el nombre y ampliar la banda con un batería, Emilio Muñoz, y un guitarrista, Joaquín Almendros. En 1985 ganan el certamen de Pop Rock de Fuengirola y graban un maxisencillo como premio que les ayudó poco después para firmar con el sello Tuboescape Records.
En junio de 1986 La Guardia viaja a Londres para grabar por fin el primer álbum de estudio titulado Noches como ésta, un disco con sonidos mods que les colocó en lo más alto de las listas especializadas de la música independiente. Recibieron, entre otros, el premio al grupo revelación de Radio 3.
En 1988, con Vámonos, producido por Tibu, consiguen fichar por Zafiro y consiguen alcanzar un gran éxito gracias al sencillo Mil calles llevan hacia ti y venden 400.000 copias.
En 1990 publican Cuando brille el sol y vuelven a dar en la diana del pop rock nacional.
En 1991 lanzan al mercado un disco basado en la fuerza de las guitarras, Al otro lado. En la carátula aparece una telecaster como símbolo. La banda ha madurado y reciben el disco de oro de manos de Los 40 principales como recompensa de sus 50.000 copias vendidas.
Llega 1993 y con él, Contra reloj. Manuel España y Joaquín Almendros viajan a Los Ángeles para mezclarlo en los estudios Mad Dog de California junto a Dusty Wakeman (productor consagrado y poseedor de un Grammy gracias a su trabajo Crying, Crying, Crying para Roy Orbison y K.D. Lang).
En 1994 graban, íntegramente en Los Ángeles y con la participación de Flaco Jiménez, Álvaro Urquijo y Joaquín Sabina entre otros, un disco en donde mezclan el country rock y el pop rock al más puro estilo La Guardia, Acento del sur.
En 1994 Juan Enrique Moreno falleció de una enfermedad cardíaca. 
A finales de 1997 se separan, pero volvieron a unirse en 2003, ya sin Joaquín Almendros (coautor de todas las canciones de la banda hasta esa fecha), y lanzan Ahora, un disco en directo producido por Carlos Goñi, de Revólver.
En 2007 fichan por Vale Music y graban Sobre ruedas, un disco con canciones nuevas, y consiguen vender más de 20.000 copias.
En 2008 celebran sus 25 años en la música con un disco de duetos titulado 25 años no es nada; entre los artistas invitados están Ariel Rot, Chenoa, Efecto Mariposa, Lamari (del grupo Chambao), Raimundo Amador, Álvaro Urquijo, etc.
En 2010 lanzan un disco inédito titulado Tumbado al borde de la luna y en 2011 salió al mercado Buena gente, un disco de duetos junto a artistas como Celtas Cortos, La Músicalite y La Cabra Mecánica, entre otros.
En 2013 celebran su 30 aniversario editando un sencillo como anticipo con una versión de Viviendo deprisa, de Alejandro Sanz.
En 2017 editaron su decimoquinto álbum de estudio titulado "Por la cara"

## Discografía

### Álbumes
- 1986 - Noches como esta.
- 1988 - Vámonos.
- 1990 - Cuando brille el Sol.
- 1991 - Al otro lado.
- 1993 - Contra reloj.
- 1994 - Acento del sur.
- 1998 - Canciones en el equipaje.
- 2004 - Ahora (disco en directo).
- 2005 - Mil calles llevan hacia ti (1983-2005).
- 2007 - Sobre ruedas.
- 2008 - 25 años no es nada.
- 2010 - Tumbado al borde de la luna.
- 2011 - Buena gente.
- 2017 - Por la cara.

### Sencillos
- La esfinge (1985)
- Haber perdido mi tiempo (1986)
- Noches como esta (1987)
- Mil calles llevan hacia ti (1988)
- El mundo tras el cristal (1988)
- No habrá más tardes (1989)
- Blues de la Nacional II (1989)
- Cuando brille el sol (1990)
- Donde nace el río (1990)
- Mañana (1990)
- La carretera (1990)
- No sé dónde estoy (1991)
- Al otro lado (1991)
- Vives en un barco (1992)
- El lobo solitario (1992)
- El color de tu piel (1993)
- El túnel del adiós  (1993)
- Un día redondo (2007)
- El mundo tras el cristal (con Susana Alva de Efecto Mariposa) (2008)
- Lucía (2010)
- Viviendo Deprisa (2017)